# Ionad Chaluim Chille Ìle
Ionad Chaluim Chille Ìle (Centre Columba d'Islay) és un college que té per llengua vehicular el gaèlic escocès situat a la riba del Loch Indaal a l'illa d'Islay (Escòcia). Es va fundar l'any 2002 com a part de la University of the Highlands and Islands, i està supervisat per Sabhal Mòr Ostaig (Skye). El centre imparteix llengua, cultura i patrimoni gaèlic, així com cursos de gaèlic irlandès per a parlants de gaèlic escocès i a l'inrevés.
Disposa d'una biblioteca tant per estudiants com per visitants amb materials didàctics, documents antics i manuscrits
El nom del campus pot portar a confusió, atès que un dels campus de Skye es coneix com a "Arainn Chaluim Chille".